# Aglaodiaptomus clavipoides
Aglaodiaptomus clavipoides är en kräftdjursart som först beskrevs av M. S. Wilson 1955.  Aglaodiaptomus clavipoides ingår i släktet Aglaodiaptomus och familjen Diaptomidae. Inga underarter finns listade i Catalogue of Life.